# Donji Prijeslop
Donji Prijeslop je naseljeno mjesto u općini Konjic, Federacija Bosne i Hercegovine, BiH.

## Stanovništvo

### 1991.
Nacionalni sastav stanovništva 1991. godine, bio je sljedeći:
ukupno: 95
- Muslimani – 62
- Hrvati – 31
- ostali, neopredijeljeni i nepoznato – 2

### 2013.
Nacionalni sastav stanovništva 2013. godine, bio je sljedeći:
ukupno: 69
- Bošnjaci – 62
- Hrvati – 7

## Vanjske poveznice
- Satelitska snimka  Arhivirana inačica izvorne stranice od 28. listopada 2020. (Wayback Machine)